# Коронавірусна хвороба 2019 у Гамбії
Коронаві́русна хворо́ба 2019 у Га́мбії — розповсюдження пандемії коронавірусу територією Гамбії.
Перший випадок появи коронавірусної хвороби було виявлено на території Гамбії 17 березня 2020 року.
Станом на 24 березня 2020 року у Гамбії 2 підтверджених випадки коронавірусу, одна людина померла.

## Хронологія
17 березня міністерство охорони здоров'я Гамбії повідомило про перший випадок появи коронавірусу. Інфікованою виявилася 20-річна жінка, котра повернулся з Великої Британії
18 березня 32 пасажири, котрі прибули із Великої Британія, були поміщені на карантин у одному з готелів Банжулу. Але чотирнадцять із них втекли з карантину при цьому зламавши ворота готелю.
18 березня президент Адама Берроу закрив школи та заборонив зібрання на 21 день.
19 березня Національна Асамблея Гамбії оголосила, що її сесії будуть припинені. Того ж дня було припинено рейси з 13 європейських країн, а пасажири, котрі прибувають із 47 країн, будуть поміщатися на обов'язковий карантин на 14 діб. 
Футбольні матчі протягом найближчих 21 дня також було скасовано.